# Hùng, Bảo Định

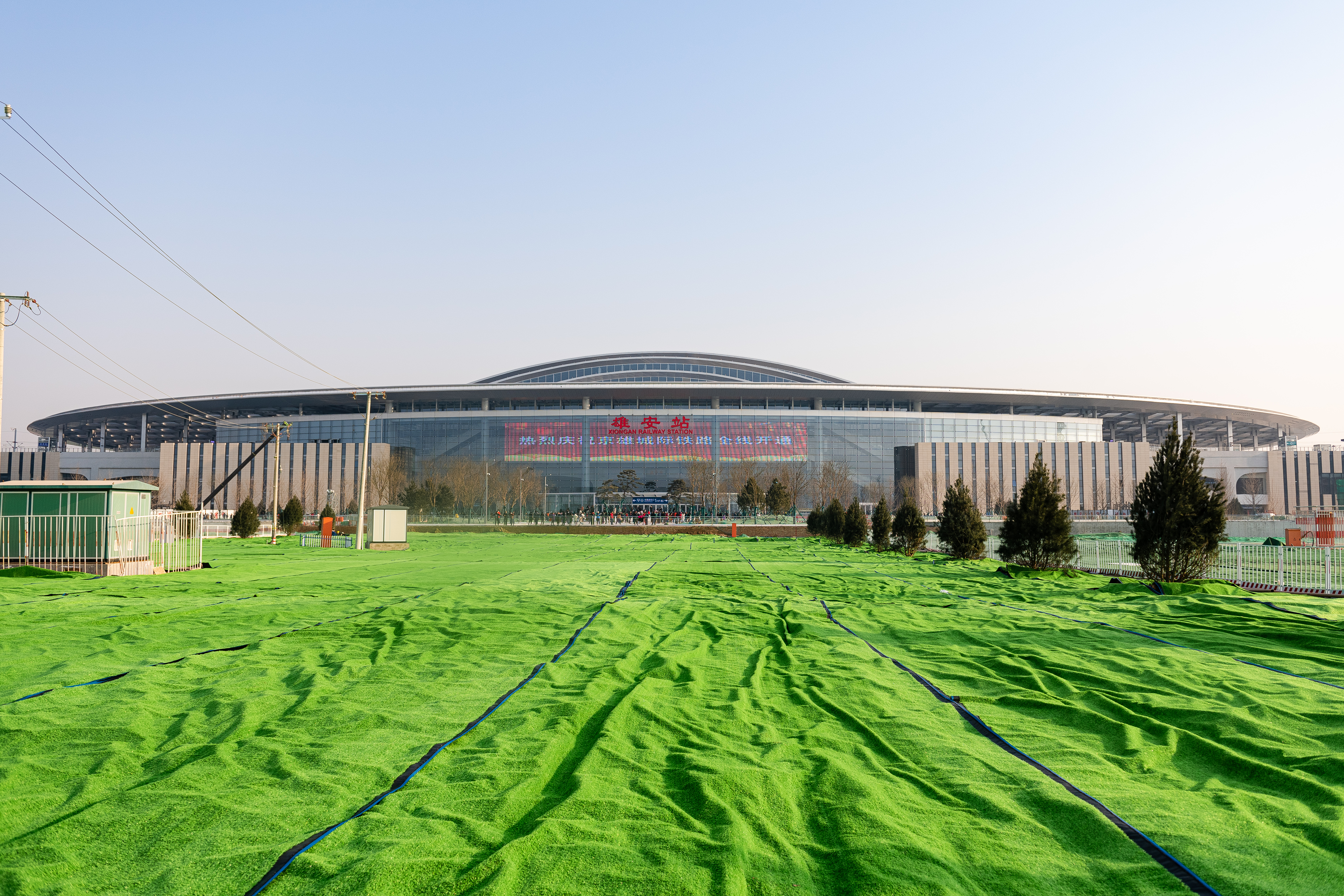
Ga Hùng An trên tuyến đường sắt liên tỉnh Bắc Kinh–Hùng An

Hùng (chữ Hán giản thể: 雄县, âm Hán Việt: Hùng huyện) là một huyện thuộc địa cấp thị Bảo Định, tỉnh Hà Bắc, Cộng hòa Nhân dân Trung Hoa. Huyện này có diện tích 513 ki-lô-mét vuông, dân số năm 1999 là 329.749 người. Mã số bưu chính là 071800 Chính quyền huyện đóng ở trấn Hùng Châu. Về mặt hành chính, huyện Hùng được chia thành 3 trấn, 6 hương. Tổng cộng có 223 ủy ban thôn.
- Trấn: Hùng Châu, Tảm Cương, Đại Doanh.
- Hương: Long Loan, Mễ Gia Vụ, Châu Các Trang, Bắc Sa Khẩu, Trương Cương, Song Đường.